# Chvalynskij rajon
Il Chvalynskij rajon (in russo Хвалынский район?) è un rajon dell'Oblast' di Saratov, nella Russia europea; il suo capoluogo è Chvalynsk.